# Petrolina Social FC
Der Petrolina Social Futebol Clube, in der Regel nur kurz Petrolina genannt, ist ein 1998 gegründeter Fußballverein aus Petrolina im brasilianischen Bundesstaat Pernambuco.
Aktuell spielt der Verein in der vierten brasilianischen Liga, der Série D, sowie in der Staatsmeisterschaft von Pernambuco.

## Erfolge
- Staatsmeisterschaft von Pernambuco Série A2: 2001

## Stadion
Der Verein trägt seine Heimspiele im Estádio Paulo de Souza Coelho in Petrolina aus. Das Stadion hat ein Fassungsvermögen von 5000 Personen.

## Trainer
Stand: 22. November 2024
| Trainer                     | Nation    | von              | bis              |
| --------------------------- | --------- | ---------------- | ---------------- |
| José Alberto de Lima        | Brasilien | 16. Januar 2019  | 11. Februar 2019 |
| Manoel Carlos de Luna Filho | Brasilien | 14. Februar 2019 | 30. April 2019   |
| Higor César                 | Brasilien | 4. November 2019 | 30. Juli 2020    |
| William Lima                | Brasilien | 17. Juli 2020    | 6. August 2020   |
| William Lima                | Brasilien | 28. Juli 2022    | 12. Mai 2023     |
| William Lima                | Brasilien | 11. Januar 2024  | 13. Mai 2024     |
| Alyson Dantas               | Brasilien | 27. Mai 2024     | 15. Juli 2024    |
| Erivaldo Silva              | Brasilien | 11. Juni 2024    |                  |